# ارنود ليزمبارت
ارنود ليزمبارت (بالفرنسية: Arnaud Lisembart)‏ (29 ديسمبر 1984 بلو مان في فرنسا - ) هو لاعب كرة قدم فرنسي في مركز الدفاع. لعب مع آود هيفرلي لوفين ونادي تشيربورغ ونادي روان ونادي روديز ونادي لومان.

## وصلات خارجية
- ارنود ليزمبارت على موقع رابطة كرة القدم الفرنسية للمحترفين (الإنجليزية)
- ارنود ليزمبارت على موقع قاعدة بيانات كرة القدم.إي يو (الإنجليزية)